# 塞內卡
小盧修斯·阿內烏斯·塞內卡（拉丁語：Lucius Annaeus Seneca minor，前4年—65年），通稱塞內卡或小塞内卡，又译塞内加。老塞內卡之子，生於哥多華，古羅馬斯多葛主義哲學家、劇作家、政治家。成長於羅馬。曾任尼祿皇帝的導師及顧問，但被指控参与皮索尼安阴谋，65年被賜死。

## 生平
塞內卡生于罗马帝国西班牙行省科爾多瓦，為家中次子，成長於羅馬，接受了修辭學與哲學的訓練。其父老塞内卡是同樣生於西班牙的古罗马知名作家、修辞学家，位居罗马骑士阶级；母赫尔维娅來自一個當時知名的贝提卡家庭；兄盧修斯·加里奧（過繼予尤尼烏斯·加里奧）曾担任过罗马行省总督，处理过使徒保罗的案件；侄子盧坎為羅馬詩人。塞内卡所屬的阿内烏斯氏族由意大利殖民者組成，帶有翁布里亚或佩利尼血統。

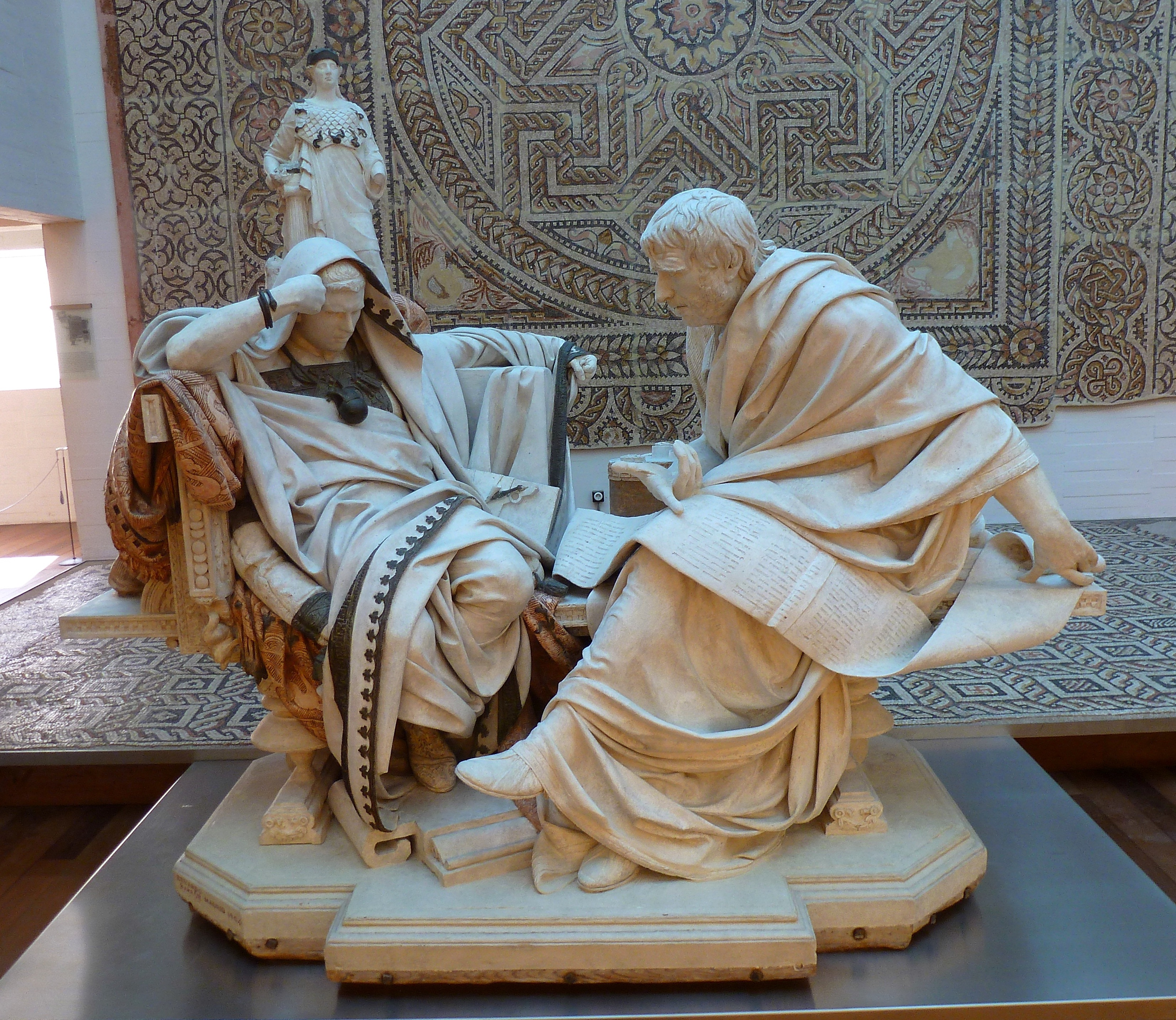
尼祿與塞內卡（爱德华多·巴伦·冈萨雷斯創作，今藏於普拉多博物馆）

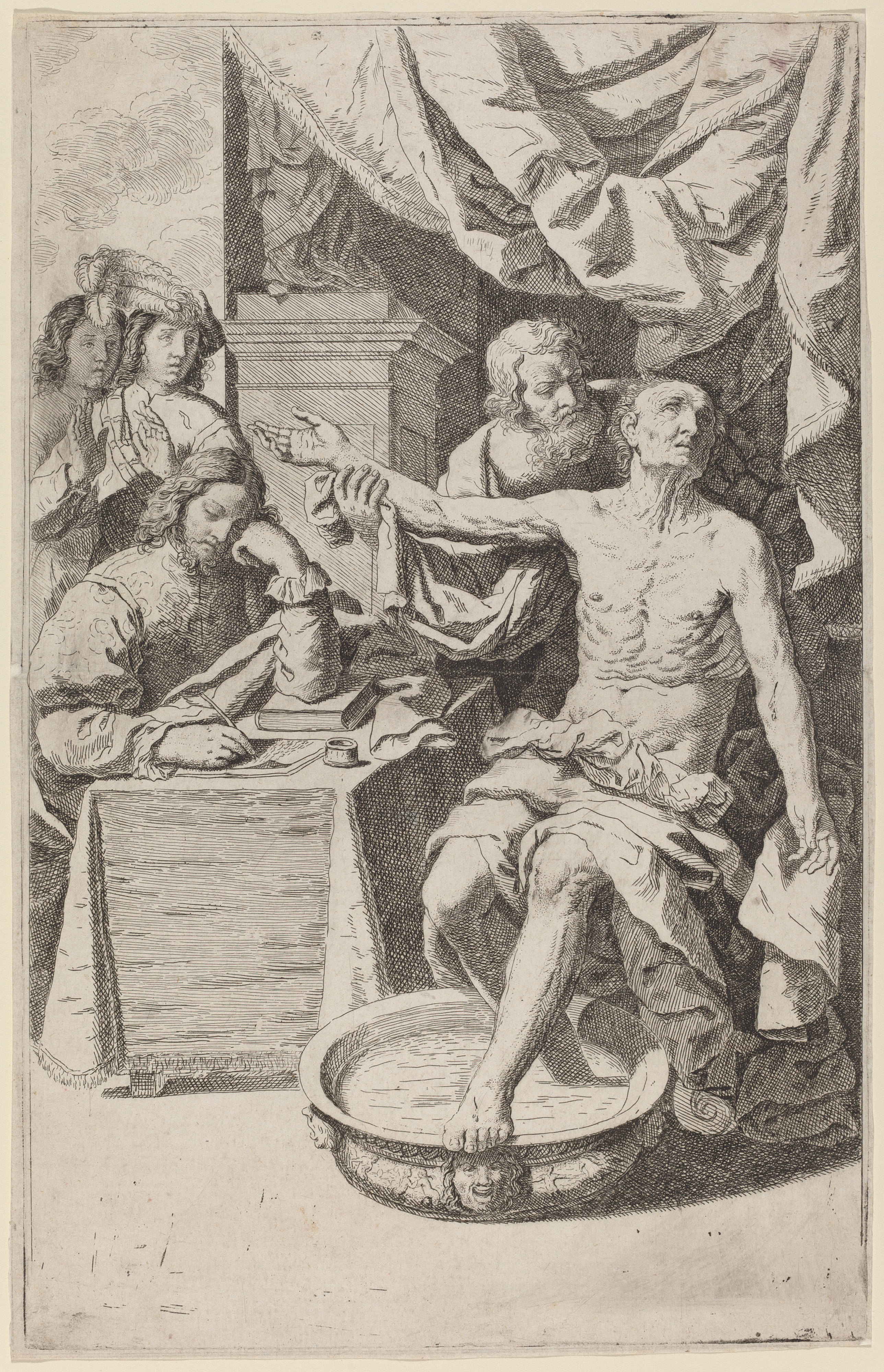
塞內卡之死（卢多维科·拉娜繪，今藏於華盛頓國家美術館）

41年，塞內卡遭皇帝克劳狄一世流放至科西嘉，但於49年被允許返回，擔任尼祿的家庭教師。可能是為尼祿來日成為皇帝做準備，他完成了備忘錄《论仁慈》，指出統治者為政寬仁才是明智抉擇。55年尼祿登基，塞內卡成為其顧問，與近衛軍長官布魯斯稱職地輔佐尼祿。此間塞內卡試圖影響尼祿，但未能成功。62年，塞內卡為躲避政治鬥爭而引退，著書為樂。65年，尼祿指責他參與了格涅烏斯·卡爾普爾尼烏斯·皮索發動兵變的陰謀，賜其自盡，塞內卡割腕並切開手腳動脈，其妻庞培亚·宝琳娜怕被株連，也割腕自殺，但尼祿忌憚輿論不利，命令士兵將她救回。他坚忍平静的自杀場面成为许多画作的主题。

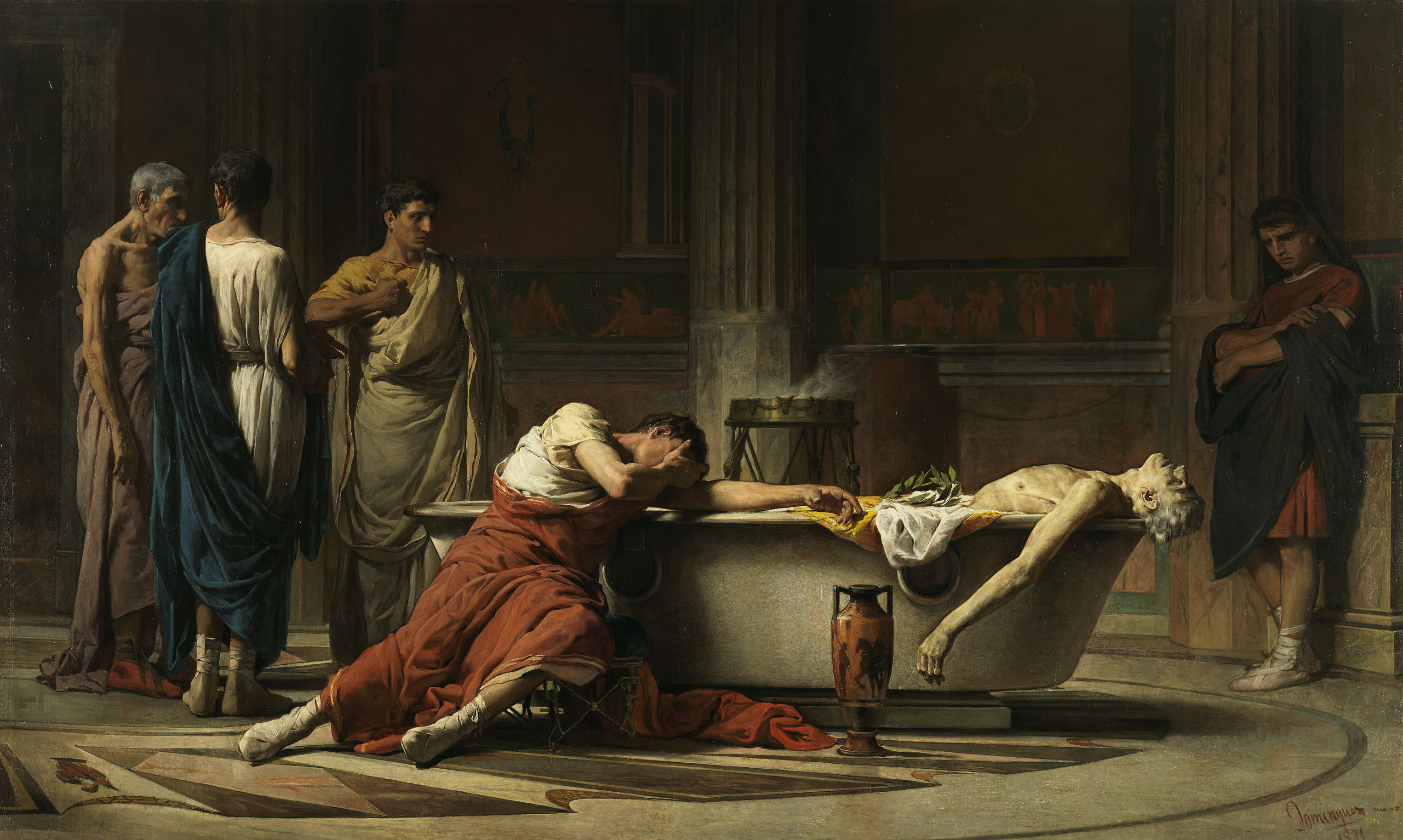
塞內卡之死（曼努埃尔·多明格斯·桑切斯繪於1871年，今藏於普拉多博物馆）

塞内卡以其哲学著作和悲劇而闻名。他的散文作品包括12篇短文與124封关于道德问题的信件。这些著作构成了古代斯多葛學派最重要的原始材料之一。作为悲剧作家，他最著名的作品是《美狄亚》、《提俄斯忒斯》和《费德拉》。塞内加对后世影响巨大，文艺复兴时期，他被視為“一位受人钦佩和尊敬的圣人，道德的神谕，甚至是基督教的启迪者；文学风格大师和戏剧艺术典范。”
塞內卡主张提高道德、智慧，保持精神上的安宁是人唯一的任务，倡导禁欲主义，要求人们放弃现实生活和欲望，等待神的启示和精神上的解脱。由于塞内卡的这种思想对未来基督宗教影响较大，被德国哲学家恩格斯在其著作《布鲁诺·鲍威尔和早期基督教》中称为“基督教的叔父”。儘管塞內卡在哲學著作中建議放棄慾望和克制心靈，但他是當時最富有和最有權勢的人之一。塞內卡透過在英格蘭放高利貸大發利市，與他在哲學著作中所寫的倫理原則相矛盾，導致他被批評為表裏不一。

### 自殺
65年，塞內卡被卷入了刺殺尼祿的皮索尼亚阴谋。尽管塞內卡不太可能參與了阴谋，尼禄还是命令他自杀。塞内加按照传统切断了几根静脉，流血而死，他的妻子庞培亚·宝琳娜试图隨他而去。卡西乌斯·狄奥為强调尼禄的冷酷无情，在描述此事時把注意力集中在塞內卡如何在最后一刻处理他的信件，及士兵如何加速了他的死亡。而塔西佗針對此事所著的一篇浪漫化的文章記載，尼禄下令拯救塞內卡之妻，包扎了她的傷口後她便没再企图自杀；至于塞内加本人，他的年邁與饮食被认为是失血缓慢和长期疼痛的罪魁祸首。他當場服毒，但毒性并未致命。在一群朋友的陪伴下，他向抄写员口述了临终遗言，然后把自己浸在温水中，以期加速流血减轻痛苦。塔西佗写道:“之后他被抬进浴室，蒸汽使他窒息，他没有任何通常的葬礼仪式就被火化了。他在遗嘱的附录中就是这样交代的，即使在他的财富和权力达到顶峰的时候，他也在考虑生命的终结。”这或許给人留下一种正面印象，但塔西佗对他的态度充其量講是矛盾的。例如，其筆下的塞内卡面对死亡时顯著的坚韧，也可被看作是相当戏剧化的表演；塔西佗評價他留给了家人“imago suae vitae”（出自Annales 15.62，可譯為“他一生的形象”），此中用詞是模棱两可的：在當時的罗马文化中，詞彙“imago”亦可指一种纪念贵族家庭伟大祖先的面具，因此該詞也可以解讀為塔西佗在暗示塞內卡的口是心非與肤浅虚伪。

## 哲學
作为“罗马帝国时期的重要哲学人物”，塞内卡对斯多葛学派哲學贡献卓著。他的作品通俗易懂，自文艺复兴时期开始，他的作品就受到了米歇尔·德·蒙田等作家的关注。他被描述为“一个高耸的和有争议的古代人物”和“世界上最有趣的斯多葛主義者”。
塞内卡写了许多关于斯多葛主义的书，主要關注伦理学，其中包含一本关于物质世界的书(《天問》)。塞内卡以许多早期斯多葛派的著作为基础：他经常提到芝诺、克里安提斯和克里西普斯；并時常引用波西多尼乌斯。塞内加与波西多尼乌斯对自然现象有着共同的兴趣。他還经常引用伊壁鸠鲁的话，尤其是在其书信中。他对伊壁鸠鲁的兴趣主要局限于把他作为伦理格言的来源。同样，塞内加对柏拉图的形而上学也表现出一些兴趣，但从未明确表态。他的道德文章是基于斯多葛学派的教义。斯多葛主义在當時是羅馬顯學，许多上层阶级在其中找到了政治参与的指导道德框架。[人们一度普遍认为塞内加的斯多葛主义十分折衷，但现代学者认为他是一个相当正统的斯多葛派，尽管思想自由。
他的作品讨论了伦理理论和实践建议，塞内加强调这两个部分是不同的，但相互依存的。他的《道德书简》展示了其对道德完美的追求，并“代表了一种留给子孙后代的哲学遗嘱”。塞内加认为哲学是医治人生创伤的药膏。破坏性的激情，尤其是愤怒和悲伤則必须根除，或根据理性加以节制。他讨论了沉思生活和积极生活的相对优点，认为面对自己的死亡和能够面对死亡十分重要。一个人必须愿意过贫穷的生活，并正确地使用财富。他写到了恩惠、仁慈、友谊及造福他人的必要性。宇宙是由理性的天意所主宰的，这必须与接受逆境相协调。

## 著作
- 《對話錄》（拉丁語：Dialogues，12卷）
- 《論憐憫》（拉丁語：De clementia，2卷）
- 《論恩惠》（拉丁語：De beneficiis，7卷）
- 《書信集》（拉丁語：Epistula Senecae，124篇）
- 《天問》（拉丁語：Naturales quaestions，7篇）
- 《論生命之短暫》

另有悲劇10種：
- 《瘋狂的海格立斯》
- 《特洛亞婦女》
- 《腓尼基女子》
- 《美狄亞》
- 《希波呂托斯》
- 《奧狄浦斯》
- 《阿伽門農》
- 《提埃斯特斯》
- 《海格立斯在奧塔山上》
- 《奧克塔維婭》

## 遺產

### 作為一名原始基督教圣徒
塞內卡的作品在罗马后期广为人知，昆提利安在其死后三十年评论说其作品在年轻人中很受欢迎。尽管昆提利安发现塞內卡有許多可圈可點之處，但他批评塞內卡的文学风格是堕落的——这种批评在2世纪中叶得到了格里乌斯的共鳴。
早期基督教会对塞內卡與其著作好感十足，教会领袖特土良称他为“我们的塞内卡”。公元4世纪，塞内卡与使徒保罗的书信往来被伪造出來，將其与基督教传统相联系。哲罗姆與希波的奥古斯丁提到这些信件時都把塞内卡列为基督教作家之一。6世纪時，布拉加的马丁将塞内加的思想综合成几篇论文，这些论文本身就很受欢迎。[86]除此之外，塞内加主要是通过中世纪时期流行的《花絮》中的大量引用和摘录而为人所知。[86]当他的作品在中世纪后期被读到时，主要是他给卢西留斯的信——较长的散文和戏剧相对不为人知。[87]
中世纪的作家和作品继续将他与基督教联系起来，因为他据称与保罗有联系。[88]《黄金传说》是一部流传甚广的13世纪圣徒传记，其中包括塞内加的死亡场景，并错误地将尼禄描述为塞内加自杀的目击者。[88]但丁将塞内卡(与西塞罗并列)置于地狱第一圈的“伟大灵魂”之中。[89]薄伽丘在1370年浏览蒙特卡西诺的图书馆时偶然发现了塔西佗的作品，他写了一篇关于塞内加自杀的文章，暗示这是一种伪装的洗礼，或者实际上是精神上的洗礼。[90]有些人，如阿尔贝蒂诺·穆萨托和乔瓦尼·科隆纳，甚至更进一步，得出结论，塞内加一定是一个皈依基督教的人。[91]

## 名言
- 保護人民是作為一個國君最偉大的美德。
- 人們不是因為事情困難，才讓我們不敢做；而是因為我們根本不敢去做，所以事情才變得困難。
- 真理並不会使你富有，但真理卻会让你自由。
- 一個人越卑鄙，他就會越固執地想扮演這個高尚的角色，甚至有些人還因此成功了。
- 機會只會眷顧那些有做好準備的人。
- 其實你完全不用擔心，你們中的很多人的一輩子都不會遇見你夢裏想要的真愛。但你们只會因為害怕孤獨地死去而選擇隨便找個人，相互飼養。
- 除了時間之外，沒有什麼是我們真正擁有的東西。
- 我們在想像中的苦比在現實中的還多。

## 文學影視作品
- 台灣Youtube網路長篇影片《山道猴子的一生》下篇引用其名言「我們在想像中的苦比在現實中的還多。」，作為下篇收尾。暗指男主角總是活在自己的想像，不停猜忌著其伴侶。

## 延伸阅读
- Seneca, Lucius Annaeus. Anger, Mercy, Revenge. trans. Robert A. Kast and Martha C. Nussbaum. Chicago, IL. University of Chicago Press, 2010. ISBN 978-0-226-74841-2
- Seneca, Lucius Annaeus. Hardship and Happiness. trans. Elaine Fantham, Harry M. Hine, James Ker, and Gareth D. Williams. Chicago, IL. University of Chicago Press, 2014. ISBN 978-0-226-74832-0
- Seneca, Lucius Annaeus. Natural Questions. trans. Harry M. Hine. Chicago, IL. University of Chicago Press, 2010. ISBN 978-0-226-74838-2
- Seneca, Lucius Annaeus. On Benefits. trans. Miriam Griffin and Brad Inwood. Chicago, IL. University of Chicago Press, 2011. ISBN 978-0-226-74840-5
- Cunnally, John, “Nero, Seneca, and the Medallist of the Roman Emperors”, Art Bulletin, Vol. 68, No. 2 (June 1986), pp. 314–317
- Di Paola, O. (2015), "Connections between Seneca and Platonism in Epistulae ad Lucilium 58", Athens: ATINER'S Conference Paper Series, No: PHI2015-1445.
- Inwood, Brad, Reading Seneca. Stoic Philosophy at Rome, Oxford: Oxford University Press, 2008.
- Degand, Martin, Sénèque au risque du don. Une éthique oblative à la croisée des disciplines （页面存档备份，存于）, Turnhout: Brepols, 2015.
- Gloyn, Liz. . London, UK. 31 October 2019. ISBN 978-1-78453-934-4. OCLC 1081388471.
- Lucas, F. L., Seneca and Elizabethan Tragedy (Cambridge University Press, 1922; paperback 2009, ISBN 978-1-108-00358-2); on Seneca the man, his plays, and the influence of his tragedies on later drama.
- Motto, Anna Lydia, ”Seneca on Death and Immortality“ （页面存档备份，存于）, The Classical Journal, Vol. 50, No. 4 (Jan., 1955), pp. 187–189
- Motto, Anna Lydia, "Seneca on Trial: The Case of the Opulent Stoic" （页面存档备份，存于）, The Classical Journal, Vol. 61, No. 6 (March 1966), pp. 254–258
- Mitchell, David. Legacy: The Apocryphal Correspondence between Seneca and Paul （页面存档备份，存于） Xlibris Corporation 2010[自述来源]
- Sevenster, J.N. （页面存档备份，存于）, Paul and Seneca, Novum Testamentum, Supplements （页面存档备份，存于）, Vol. 4, Leiden: E.J. Brill, 1961; a comparison of Seneca and the apostle Paul, who were contemporaries.
- Shelton, Jo-Ann （页面存档备份，存于）, Seneca's Hercules Furens: Theme, Structure and Style （页面存档备份，存于）, Göttingen : Vandenhoeck & Ruprecht, 1978. ISBN 3-525-25145-9. A revision of the author's doctoral thesis at the University of California, Berkeley, 1974.
- Wilson, Emily, Seneca: Six Tragedies. Oxford World’s Classics. Oxford University Press, 2010.

1. 1 2  塞内卡; 王焕生. 齐琳, 史俊南, 刘训练, 叶心 , 编.  2019年8月第1版. 长春: 吉林出版集团有限责任公司. : 3. ISBN 9787553414973.